# Richie Faulkner
Richie Faulkner, född Richard Ian Faulkner 1 januari 1980, är en brittisk gitarrist. Han är sedan 2011 medlem i heavy metal-gruppen Judas Priest, där han ersatte K.K. Downing. Tidigare har han bland annat spelat med Lauren Harris.

## Diskografi (urval)
Med Deeds
- Blown (2002)

Med Voodoo Six
- Feed My Soul (2006)

Med Lauren Harris
- Calm Before the Storm (2008)

Med Ace Mafia
- Vicious Circle (2009)

Med Parramon
- Dead People (2010)

Med Christopher Lee
- Charlemagne: The Omens of Death (2013) (arrangör av 7 av 10 spår)

Med Primitai
- Rise Again (2013) (gästmusiker)

Med Judas Priest
- Epitaph (2013)
- Redeemer of Souls (2014)
- Battle Cry (2016)
- Firepower (2018)